# Берку (Сату-Маре)
Берку (рум. Bercu) — село у повіті Сату-Маре в Румунії. Входить до складу комуни Лазурі.
Село розташоване на відстані 458 км на північний захід від Бухареста, 13 км на північ від Сату-Маре, 137 км на північний захід від Клуж-Напоки.

## Історія
На «Етнографічній карті Австрійської монархії» 1855 року Карла Черніга село позначене русинським.

## Населення
За даними перепису населення 2002 року у селі проживали 619 осіб.
Національний склад населення села:
| Національність | Кількість осіб | Відсоток |
| -------------- | -------------- | -------- |
| угорці         | 600            | 96,9%    |
| румуни         | 12             | 1,9%     |
| цигани         | 7              | 1,1%     |

Рідною мовою назвали:
| Мова      | Кількість осіб | Відсоток |
| --------- | -------------- | -------- |
| угорська  | 607            | 98,1%    |
| румунська | 12             | 1,9%     |